# Wilhelm Uhden
Wilhelm Uhden (vollständiger Name Johann Daniel Wilhelm Otto Uhden, * 23. August 1763 in Berlin; † 21. Januar 1835 ebenda) war ein preußischer Beamter und Diplomat, Gesandter beim Vatikan, Archäologe und Mitbegründer der Berliner Universität.

## Familie
Wilhelm Uhden war das einzige Kind des Kammergerichtsrates Johann Otto Uhden und dessen Gemahlin Charlotte Amalia Uhden, geborene Flesche. Sein Vater starb bereits 1766 im Alter von 41 Jahren. Zehn Jahre später starb auch die Mutter, wodurch Wilhelm als Vollwaise bei den Großeltern väterlicherseits in Berlin aufwuchs. Sein Großvater war der Hofgerichtsrat sowie Geheime Rat Johann Christian Uhden (1695–1783), der auch Generalfiskal unter Friedrich II. war. Wilhelm Uhden besuchte bis zum Abitur das Friedrichswerdersche Gymnasium.

## Leben

### Studienzeit
Von 1782 bis 1786 studierte Wilhelm Uhden Jura und Kameralistik in Halle. Nach dem Tod der Großeltern erbte Uhden ein kleines Vermögen und kehrte nach seinem Studienabschluss als Kammergerichtsreferendar zurück nach Berlin. Dort wurde er 1786 Referendar bei der Kurmärkischen Kriegs- und Domänenkammer. Im Jahr 1788 nahm er am Lehrseminar von Friedrich Gedike teil. Zwei Seminararbeiten von Uhden aus dieser Zeit sind noch erhalten.  Uhdens größtes Interessengebiet war jedoch die Altertumsforschung. Daher ging er 1789 nach Göttingen, um bei Christian Gottlob Heyne Vorlesungen zur Archäologie zu hören und sich auf eine private Italienreise vorzubereiten. Uhden blieb lediglich ein Jahr in Göttingen, scheint aber in dieser kurzen Zeit großen Eindruck auf Heyne gemacht zu haben, denn dieser schrieb später (1808) an Karl Viktor von Bonstetten: „Ich wünschte, daß einer unserer jungen deutschen Humanisten, welche sich dort aufhielten, wie H[er]r Uhden, der ein guter Fußgänger war, seinen Virgil in die Tasche gesteckt, und von der Stelle aus, wo das Lager der Trojaner, den ganzen Weg gemacht hätte, bis nach Torre Paderno, einmal in die Ebene und wieder über die Anhöhen.“

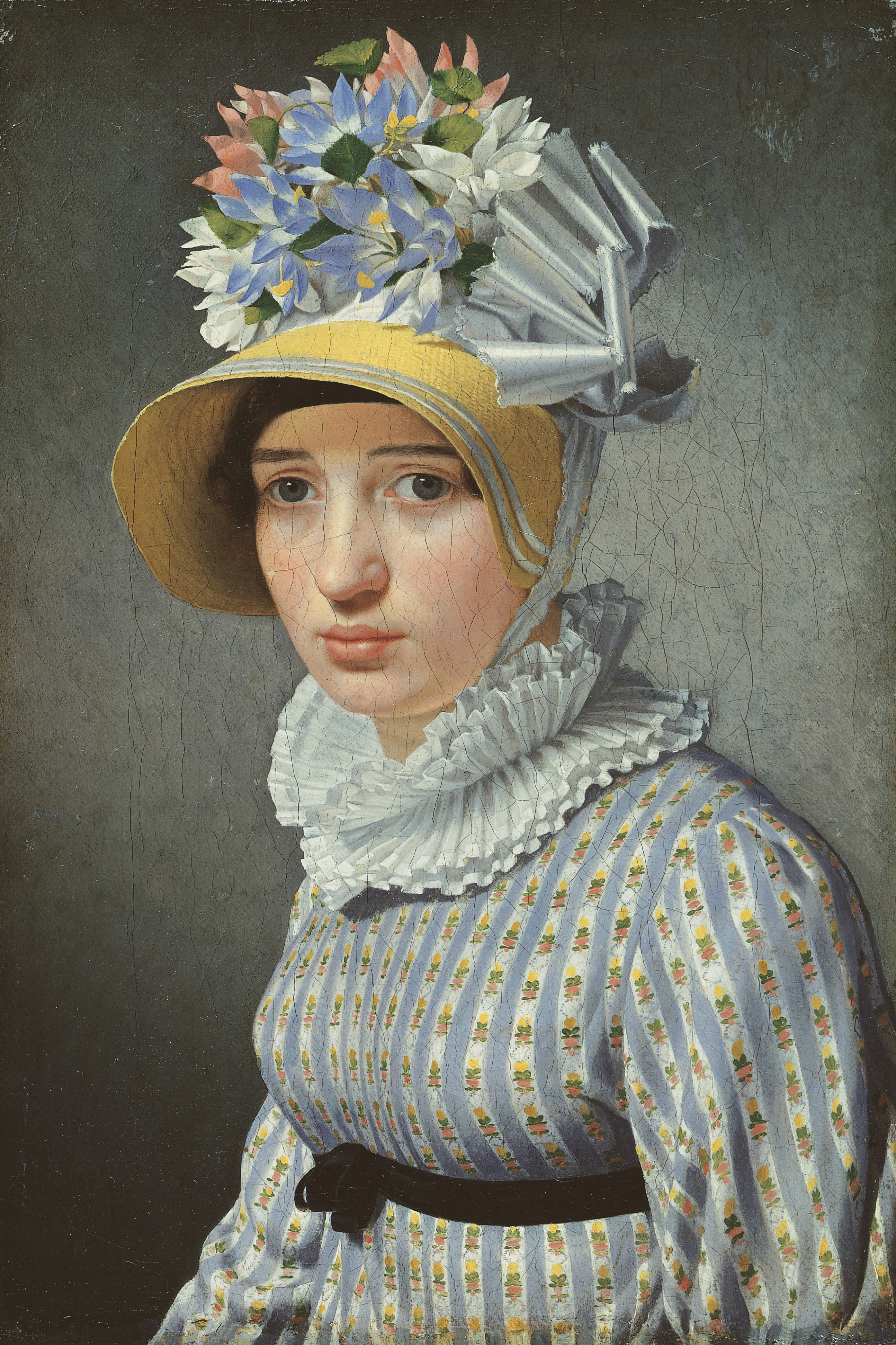
Christoffer Wilhelm Eckersberg: Anna Maria Magnani

### Die Jahre in Rom (1790–1802)
Wilhelm Uhden lebte von 1790 bis 1795 als Privatgelehrter in Rom. Möglich war dies durch das Erbe vom Großvater. Er beschäftigte sich in dieser Zeit ausgiebig mit der Archäologie, bereiste ganz Italien, besuchte wichtige Ausgrabungen und erwarb allerlei Kunstschätze. Zudem schloss er rasch mit einem größeren Intellektuellen- und Künstlerkreis (vorwiegend Deutsche und Dänen) Freundschaft. In diesem Kreis lernte Uhden auch den dänischen Archäologen und Generalkonsul beim Vatikan Georg Zoëga kennen und traf in dessen Haushalt die attraktive, temperamentvolle, aber weniger gebildete und kultivierte Anna Maria Magnani (1772–1846), in die er sich verliebte.
Im Jahr 1795 wurde Wilhelm Uhden stellvertretender Preußischer Geschäftsführer beim Vatikan und heiratete am 6. März Anna Maria (dafür trat er zum katholischen Glauben über). Bereits am 24. Dezember desselben Jahres bekamen sie ihre erste Tochter Carlotta Vincenza. Ihre zweite Tochter Friederike Wilhelmina Franziska wurde am 1. Januar 1798 geboren.
Uhden folgte Papst Pius VI. von 1798 bis 1799 ins Exil nach Florenz und trennte sich 1799 von Anna Maria, die seit etwa zwei Jahren ein Liebesverhältnis zum dänischen Bildhauer Bertel Thorvaldsen (1770–1844) pflegte. Erst am 30. September 1802 stimmte Anna Maria der dauerhaften Trennung schriftlich zu. Uhden war zu diesem Zeitpunkt bereits nach Berlin zurückgekehrt und hatte seine Tochter Carlotta Vincenca mitgenommen – Friederike Wilhelmina Franziska war am 1. August 1800 verstorben.
Wilhelm Uhden war 1798 zum ersten Preußischen Residenten beim Vatikan ernannt worden. Er übernahm dieses Amt vom italienischen Abt Matthieu Ciofanie bei dessen Tod und blieb auf dem Posten, bis Wilhelm von Humboldt am 27. November 1802 das Amt des Residenten übernahm; im Dezember 1802 verließ Uhden Rom, um nach Berlin zurückzukehren.

### Zurück in Berlin
Da sein Nachfolger ins Amt eingeführt war, konnte Uhden Ende 1802 Rom verlassen. Er machte sich zusammen mit seiner nun sieben Jahre alten Tochter und der Malerin Susanne Elisabeth Huth, die er in der deutsch-dänischen Künstlerkolonie Roms kennengelernt hatte, auf den Weg nach Berlin. Aufgrund der Scheidung von der Magnani sowie seiner Rückkehr zum Protestantismus konnte er mit Susanne die Ehe eingehen. Auf dem Weg nach Berlin machten sie Zwischenstopp in ihrer Geburtsstadt Frankfurt am Main, um dort am 21. Februar 1803 zu heiraten.
Kurz nach ihrer Ankunft in Berlin gehörten die Uhdens bereits zu den erlesenen Gästen verschiedener Salons, etwa dem von Henriette Herz. Rahel Varnhagen schrieb im September 1814 an ihren Mann, dass sie an einer Teegesellschaft im Salon der Herz teilgenommen und dort „Staatsrat Uhden und Gemahlin“ getroffen habe. Von Wilhelm Uhden ist zudem bekannt, dass er Mitglied in zwei Clubs war, die noch heute existieren: dem „Montagsklub“, sowie der „Gesetzlosen Gesellschaft“.
Noch im Jahr seiner Rückkehr 1803 wurde Uhden zum Kriegs- und Domänenrat im Generaldirektorium ernannt. Er erhielt als Geheimer Kriegsrat und Vortragender Rat zunächst die Aufgabe, unter Friedrich Leopold von Schrötter im Provinzialdepartement für Neuostpreußen zu dienen. Bis 1808 arbeitete er in der Abteilung für „geistliche, Schul- und Hoheitssachen“ mit an der Bildungs- und Schulreform. Doch er fühlte sich auf seinem Posten nicht wohl. Ende 1804 erhielt er eine Aufgabe, die ihm sehr viel mehr Freude bereitete. Er wurde in die Akademie der Künste aufgenommen – als Ehrenmitglied und Assessor. Einige Monate später wurde er mit den Aufgaben eines Sekretärs beim Senat der Akademie der Künste betraut. Er hatte bereits in Rom Einsatzfreude sowie diplomatisches Geschick bewiesen und entsprach ganz den Forderungen, die man an ein „Organ und Leiter der akademischen Verhandlungen im Senate, zur Korrespondenz desselben mit anderen Akademien“ stellte.
Wilhelm von Humboldt kehrte 1809 nach Berlin zurück und begann seine Karriere als Politiker und Staatsmann. Humboldt wurde zum Geheimen Staatsrat ernannt und man übertrug ihm die Leitung der Sektion für Kultus und Unterricht. Wilhelm Uhden bewarb sich daraufhin um den frei werdenden Posten in Rom, den er vor Humboldt innegehabt hatte, und erhielt eine amtliche Zusage; allerdings trat er ihn nie an. Humboldt setzte sich daraufhin dafür ein, dass Uhden, der inzwischen zum Staatsrat befördert worden war, in seiner Sektion ein Amt erhielt.

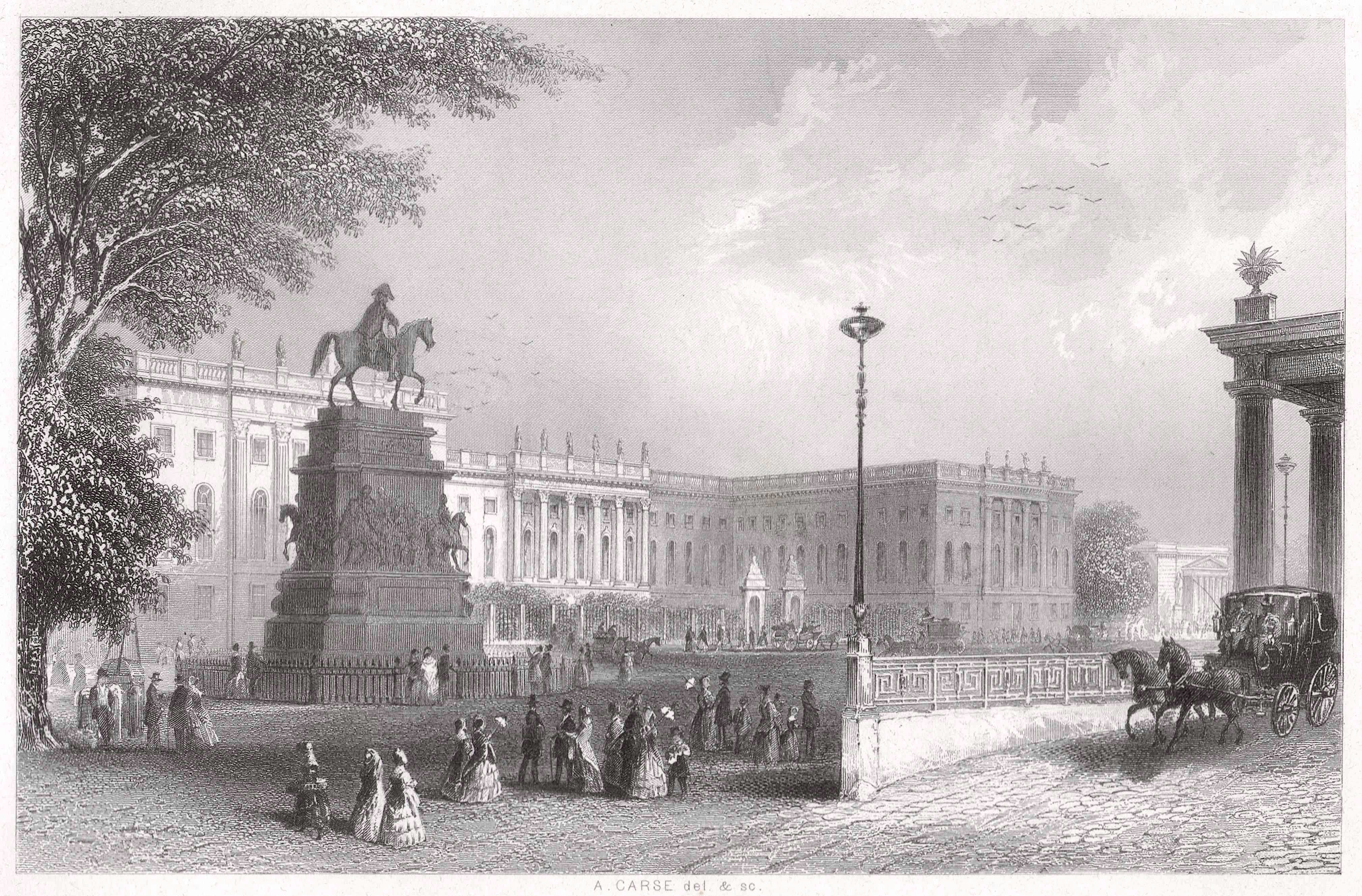
Berlin Universität um 1850

### Die Gründung der Berliner Universität
Im Jahre 1807 billigte der Preußische König Friedrich Wilhelm III. die Gründung der Alma Mater Berolinensis. Im Februar 1809 bekam Wilhelm von Humboldt die Verantwortlichkeit für die Durchführung des Gründungsplans übertragen. Er ernannte Georg Heinrich Ludwig Nicolovius (Theologe), Friedrich Schleiermacher, Johann Wilhelm Süvern (Lehrer und Politiker) sowie Wilhelm Uhden zu seinen engsten Mitarbeitern. Sein Verhältnis zu Uhden sah Humboldt als einen Sonderfall in einer hohen staatlichen Behörde an. Ihm übertrug er verschiedenste Aufgaben. Uhden wurde Oberaufseher der Bibliothek und er sollte für eine harmonische Verbindung von Universität und Akademie der Wissenschaften sorgen, die ihre Bibliothek, Sternwarte, ihren botanischen Garten etc. an die neue Institution verlor. Im zukünftigen Universitätsgebäude, dem Palais des Prinzen Heinrich, welches noch von etwa 90 Personen mit Wohnrecht auf Lebenszeit bewohnt wurde, organisierte er einen Saal, der als Auditorium für den Winter dienen sollte. Von Juli bis September 1810 bereiste Wilhelm Uhden die Universitätsstädte Dresden, Erfurt, Göttingen, Halle, Heidelberg, Leipzig, Marburg, Wittenberg und Würzburg, um Professoren für Berlin zu gewinnen. So konnte er etwa den Altphilologen August Boeckh nach Berlin holen.
Am 29. September 1810 wurde die Berliner Universität mit drei Fakultäten (Philosophische, Juristische und Medizinische) eröffnet. Ihre ersten Lehrstuhlinhaber waren Christoph Wilhelm Hufeland, Friedrich Schleiermacher, Friedrich Carl von Savigny, Johann Gottlieb Fichte und Bartholdt Georg Niebuhr. Wilhelm Uhden wurde im Wintersemester 1813/14 in den Lehrkörper der Universität berufen. Er las zunächst im Fach Italienische Literatur zum Schwerpunkt Dante. Bis 1826 war er auch Dozent für Archäologie. Bereits 1814 wurde ihm die Ehrendoktorwürde der Archäologie verliehen.
Uhden war seit 1808 Mitglied der Preußischen Akademie der Wissenschaften und seit 1804 Ehrenmitglied der Preußischen Akademie der Künste, Sektion für Bildende Künste. 1808 wurde er als korrespondierendes Mitglied in die Bayerische Akademie der Wissenschaften aufgenommen.